# Mohamed Al-Jawad
Mohamed Al-Jawad (Gidá, 28 de novembro de 1982) é um ex-futebolista profissional saudita, disputou a Copa do Mundo de 1994, e sempre atuou no Al-Ahli (Arábia Saudita) da cidade de Gidá.